# Cecilia von Griechenland

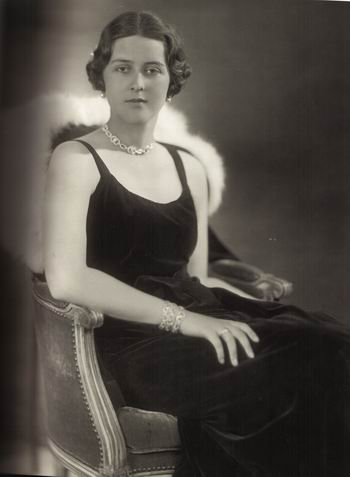
Cecilia von Griechenland (1931)

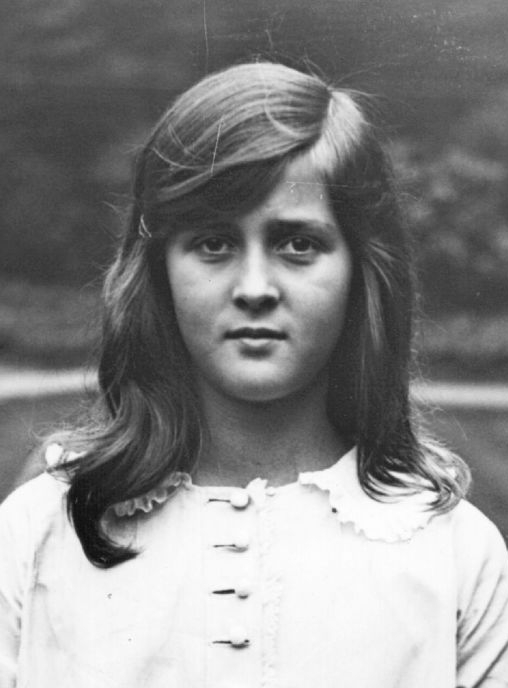
Cecilia von Griechenland im Jahr 1922

Prinzessin Cecilia von Griechenland und Dänemark (* 22. Juni 1911 in Athen; † 16. November 1937 in Steene, bei Ostende) war ein Mitglied des Hauses Schleswig-Holstein-Sonderburg-Glücksburg.

## Leben

### Herkunft und früheres Leben
Cecilia wurde am 22. Juni 1911 in der königlichen Sommerresidenz Tatoi bei Athen geboren. Sie war die dritte Tochter des Prinzen Andreas von Griechenland und Dänemark (1882–1944) und dessen Gemahlin Alice von Battenberg (1885–1969), sowie die Enkelin väterlicherseits von König Georg I. von Griechenland und der Großfürstin Olga Konstantinowna Romanowa, einer Nichte von Zar Alexander II. Ihre Großeltern mütterlicherseits waren Prinz Ludwig von Battenberg, später Louis Mountbatten, 1. Marquess of Milford Haven, und Prinzessin Viktoria von Hessen-Darmstadt und bei Rhein, die eine Enkelin von Königin Victoria war. Sie hatte vier weitere Geschwister:
- Margarita (1905–1981) ⚭ 1931 Gottfried zu Hohenlohe-Langenburg
- Theodora (1906–1969) ⚭ 1931 Berthold von Baden
- Sophie (1914–2001) 1. ⚭ 1930 Christoph Prinz von Hessen | 2. ⚭ 1946 Georg Wilhelm von Hannover
- Philipp, Duke of Edinburgh (1921–2021) ⚭ 1947 Königin Elisabeth II.

Cecilia wurde am 2. Juli 1911 getauft. Ihre Paten waren König Georg V. des Vereinigten Königreichs, Großherzog Ernst Ludwig von Hessen, Prinz Nikolaus von Griechenland und Herzogin Wera von Württemberg. Cecilia wurde in der Familie auch Cécile genannt. Sie wuchs unter anderem in Tatoi und im Schloss Mon Repos auf der Insel Korfu auf. Nach einem Militärputsch im Jahre 1922 ging die Familie ins Exil. Cecilia blieb bei ihrer Mutter und ihren Geschwistern in Paris, während sich ihr Vater mit seiner Geliebten nach Monte Carlo zurückzog. Im selben Jahr war sie eine der Brautjungfern bei der Hochzeit ihres Onkels Louis Mountbatten mit Edwina Ashley. Nach dem Gang ins Exil war die Familie völlig verarmt, sodass Mutter Alice ein Kunstgeschäft eröffnete, in dem sie Bilder und Stickereien verkaufte. Ihre Eltern lebten lange Zeit voneinander getrennt, sodass sie ihren Vater nur selten zu Gesicht bekam. 1930 wurde bei Cecilias Mutter Schizophrenie diagnostiziert. Auf Drängen ihres Onkels Louis Mountbatten wurde Alice in eine Psychiatrie in der Schweiz eingeliefert.

### Heirat und früher Tod
Cecilia heiratete am 23. Januar 1931 in Darmstadt Georg Donatus (1906–1937), Sohn des Großherzogs Ernst Ludwig von Hessen-Darmstadt und seiner zweiten Gemahlin Eleonore zu Solms-Hohensolms-Lich (1871–1937). Aus der Ehe gingen folgende Kinder hervor:
- Ludwig Ernst Andreas (* 25. Oktober 1931; † 16. November 1937, Flugzeugabsturz)
- Alexander Georg Karl Heinrich (* 14. April 1933; † 16. November 1937, Flugzeugabsturz)
- Johanna Marina Eleonore (* 20. September 1936; † 14. Juni 1939)

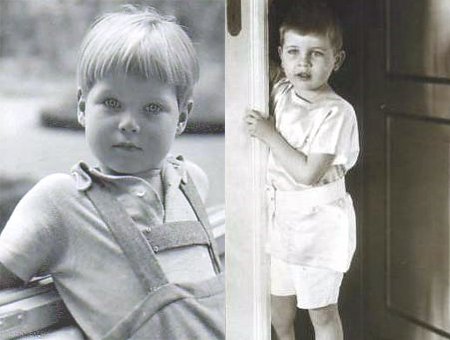
Cecilias Söhne Alexander und Ludwig

 Zum 1. Mai 1937 trat sie der NSDAP bei (Mitgliedsnummer 3.766.313). Kurz nach dem Tod ihres Schwiegervaters, im Oktober 1937, starben die schwangere Cecilia, ihr Ehemann, das ungeborene Kind sowie ihre zwei Söhne und ihre Schwiegermutter bei einem Flugzeugabsturz nahe Ostende, Belgien. Sie waren auf dem Weg zur Hochzeit ihres Schwagers Ludwig (1908–1968) und seiner zukünftigen Gemahlin Margaret Campbell Geddes (1913–1997), die am 17. November 1937 in London stattfand.
Cecilia, ihr Ehemann, die zwei Söhne und ihre Schwiegermutter fanden ihre letzte Ruhestätte gemeinsam mit dem noch nicht bestatteten Ernst Ludwig in einem großen Gemeinschaftsgrab auf der Rosenhöhe.
Die kleine Tochter Johanna war im Schloss Wolfsgarten geblieben. Sie entging so dem Flugzeugabsturz und wurde durch den Tod ihrer Eltern Vollwaise. Sie wurde von Ludwig und dessen Ehefrau adoptiert. Jedoch starb sie 1939 im Alter von zwei Jahren an Meningitis. Johanna liegt abseits ihrer Familie auf der Rosenhöhe begraben.
Der Flugzeugabsturz wurde 2017 in der Folge Paterfamilias der britischen Fernsehserie The Crown (Staffel 2, Folge 9) thematisiert, wenn auch in Einzelheiten historisch ungenau dargestellt. In der Folge erinnert sich Prinz Philip (gespielt von Matt Smith) an seine Zeit an der schottischen Privatschule Gordonstoun und den Tod seiner älteren, unter Flugangst leidenden Schwester (Leonie Benesch).